# Karl von Wogau

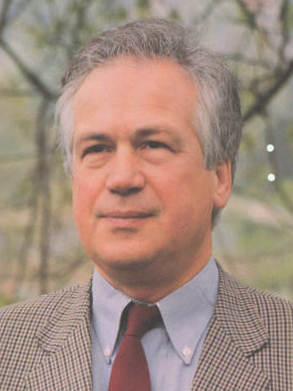
Karl von Wogau, 1989

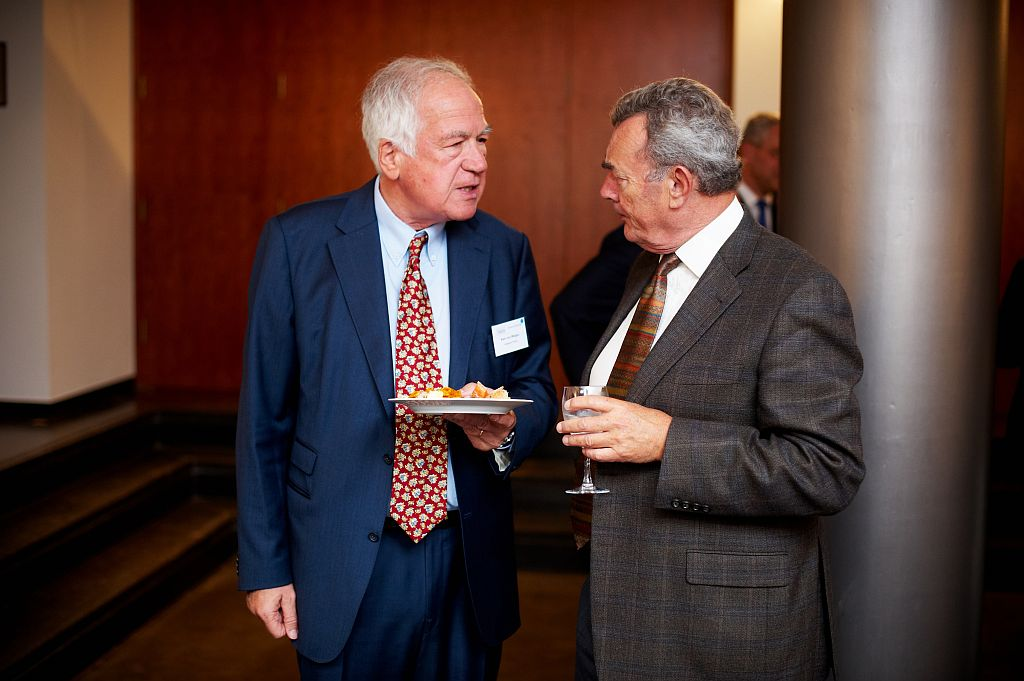
Karl von Wogau mit Giles Merritt, 2010

Karl von Wogau (* 18. Juli 1941 in Freiburg im Breisgau) ist ein deutscher Jurist und Politiker. Er war von 1979 bis 2009 Europaabgeordneter der CDU für Baden-Württemberg und Mitglied des Vorstands der Europäischen Volkspartei. Er ist seit 2010 Generalsekretär der Kangaroo Group, ein Think Tank und eine Lobbyorganisation mit Sitz in Brüssel.

## Biographie
Nach einem Studium der Rechts- und Wirtschaftswissenschaften in Freiburg im Breisgau, München und Bonn legte von Wogau eine rechtsgeschichtliche Promotion über die Verfassung Vorderösterreichs vor. 1970 erhielt er eine Betriebswirtschaftliche Ausbildung beim Institut européen d’administration des affaires (INSEAD) in Fontainebleau und legte die Zweite Juristische Staatsprüfung ab. 1971 erhielt er ein Diplom der INSEAD. 1973 erfolgte seine Promotion.
Von Wogau war von 1971 bis 1984 Manager bei der Sandoz AG in Basel und trat dann als Partner in die Anwaltssozietät Friedrich Graf von Westphalen in Freiburg im Breisgau ein. 1991 bis 2010 war er Mitglied im Bezirksvorstand der CDU Südbaden.
1979 wurde von Wogau Mitglied im ersten direkt gewählten Europäischen Parlament, dem er bis 2009 angehörte.

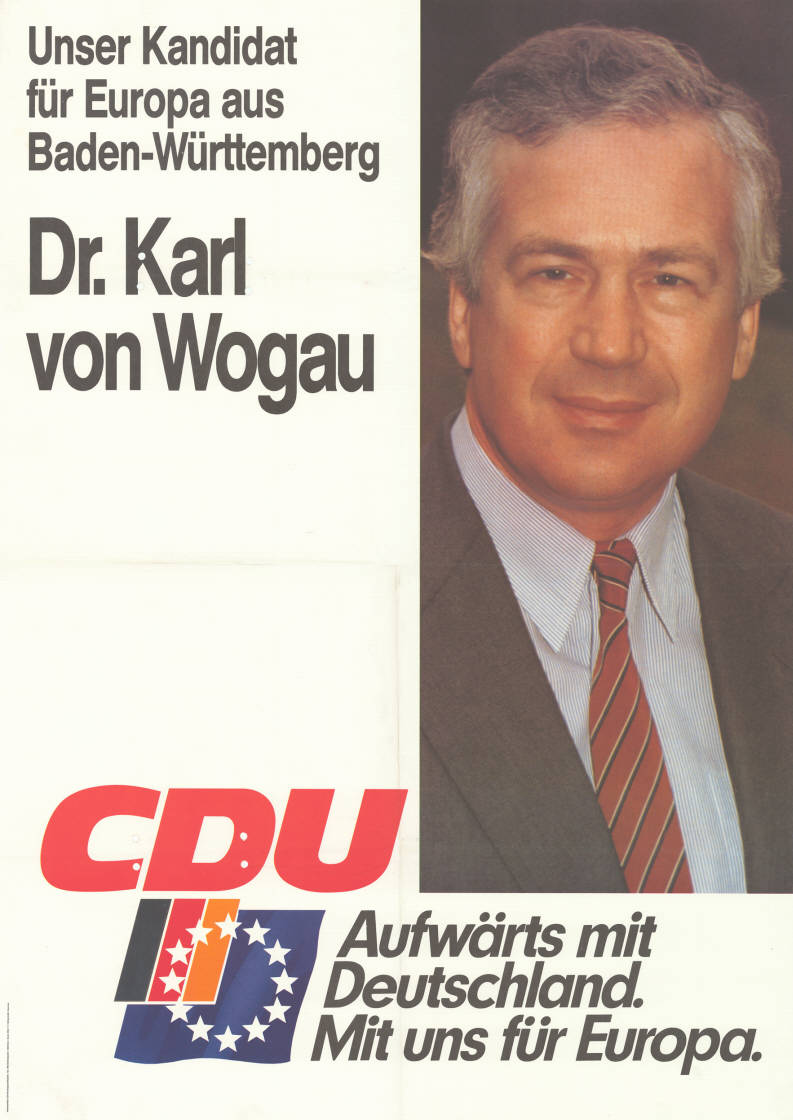
Kandidatenplakat zur Europawahl 1984

Im März 1984 legte er zusammen mit seinem Kollegen Jacques Moreau einen Bericht über die Verwirklichung eines europäischen Binnenmarktes vor. Dieser Bericht wurde zum parlamentarischen Auslöser für das Programm Binnenmarkt 1992.
1994–1999 war von Wogau Vorsitzender des Ausschusses für Wirtschaft, Währung und Industriepolitik. Er war  Berichterstatter des Europäischen Parlaments bei der Sondersitzung des Europäischen Parlaments am 2. Mai 1998 für die Entscheidung über die Einführung des Euro.
2004–2009 war er Vorsitzender des Unterausschusses für Sicherheit und Verteidigung und stellvertretendes Mitglied im Ausschuss für Auswärtige Angelegenheiten, Mitglied in der Delegation für die Beziehungen zur NATO und Mitglied im Special Committee des Europäischen Parlaments über den Zugang zu sensiblen Informationen im Rahmen der Europäischen Sicherheits- und Verteidigungspolitik.
1979 gründete von Wogau gemeinsam mit Basil de Ferranti, Dieter Rogalla, Fernand Herman, Christiane Scrivener und Emile a Campo die Kangaroo Group, die sich für die Verwirklichung des Europäischen Binnenmarktes, die Stabilität der Europäischen Währung und eine gemeinsame Außen- und Verteidigungspolitik der Europäischen Union einsetzt. Seit 2010 ist Karl von Wogau Generalsekretär der Kangaroo Group.
1996 wurde ihm das Bundesverdienstkreuz 1. Klasse, 2001 die Verdienstmedaille des Landes Baden-Württemberg und  2002 der Orden der Ehrenlegion der französischen Republik verliehen.